# Wildenbörten
Wildenbörten é uma vila e antigo município da Alemanha localizado no distrito de Altenburger Land, estado da Turíngia.  Pertencia ao Verwaltungsgemeinschaft de Oberes Sprottental. Desde 1 de janeiro de 2019, faz parte do município de Schmölln.

## Demografia
Evolução da população (em 31 de dezembro):
| - 1994 - 423 - 1995 - 440 - 1996 - 435 - 1997 - 444 | - 1998 - 442 - 1999 - 425 - 2000 - 420 - 2001 - 411 | - 2002 - 395 - 2003 - 385 - 2004 - 392 |

Fonte: Thüringer Landesamt für Statistik